# Теофило Бетенкорт Переира
Теофило Бетенкорт Переира (11. април 1900 — 10. април 1988) био је бразилски фудбалер. Играо је за репрезентацију Бразила на светском првенству 1930. године.
Током своје клупске каријере наступао је за Американо, Сао Кристовао и Флуминенсе, победивши Кампеонато Кариоца 1917. са Флуминенсеом и 1926. са Сао Кристоваом. 